# タクマ (タレント)
タクマ（1957年12月30日-）は、兵庫県尼崎市生まれ、同県西宮市育ちのタレント・マジシャン・パーソナリティ。キャッチフレーズは『暮らしに笑顔の宅配便』。日本奇術協会正会員、IMS（International Magicians Society）会員、IBM(International Brotherhood of Magicians)会員。イリュージョンマジック主体のマジシャンである。春日井広報大使。主に名古屋を拠点に東海地方のテレビ・ラジオで活動している。

## 人物・来歴
- 大阪桐蔭高等学校中退。
- 1973年、16歳（高校1年）で芝居の勉強を始め[3]、藤田まこと主宰の劇団で芸能活動をスタートする。
- 1984年、コント『涙・恋笑隊（るい・れんしょうたい）』を結成する[3]。一時期、大須演芸場の期待の若手として注目され、テレビ朝日系『ザ・テレビ演芸』の「お笑いサドンデス」で、勝ち抜きチャンピオンにもなった。1988年にトリオ解消[3]とともに女性2人は引退している。1990年、大須演芸場の専属を離れて独立、自身の事務所を構えた[3]。
- 現在は、ラジオのパーソナリティーのほか、イリュージョンマジックを使うマジシャンとしても活躍し、当初は2つだったネタも現在は50種類以上のレパートリーとなった。特に1994年から行っている大掛かりなイリュージョンと、観客を笑いの渦に引き込むそのステージで東海地方の大きなイベントにも度々出演している。現在は男性アシスタントを雇うほか、マジックを身近に感じてもらうことも含めて、名古屋市東区の自身のマジックスタジオでマジック教室も主宰している。
- 1997年、タクマがパーソナリティを務めていた『スーパースクランブル』アシスタントの古橋美幸（当時、東海ラジオ契約アナウンサー）と結婚。古橋は結婚と共に東海ラジオを退職し、現在は夫のマジックショーのアシスタントを務めつつ芸域を広げてゆき、2020年・2023年と単独ライブを開いている[4]。また、夫妻との間に産まれた長男（元気）は親子でマジックショーに出演していたが、2021年5月より大衆演劇の都若丸劇団で「都元気」名義で活動している[4][5]。なお、みゆきはアシスタント転向後は殆どメディアには出演していなかったが、タクマの芸能生活45周年を記念した公演『タクマ必笑ライブ23』の宣伝のため、2018年2月8日放送『タクマ・神野のどーゆーふー』内のコーナー「飛び込みマイク」に出演した[6]。
- 1997年より、蟹江篤子（元東海ラジオ放送アナウンサー）とともに『かにタク言ったもん勝ち』（以下、『かにタク』と略す）のパーソナリティを務めており、放送時間の度重なる変遷や自らがメインパーソナリティとなった『タクマのHAPPY TIMES!!』の放送開始に伴う減回や、その後の曜日移動・時間短縮がありながらも、放送開始から四半世紀以上の長寿番組となっていた。2025年3月30日の生放送をもって28年にわたる同番組が最終回を迎えたが、タクマが「『言ったもん勝ち』の精神を受け継ぐ」形で冠番組となる『タクマの言ったもん勝ち』として、同年4月から30分番組で放送を開始することになった。これにより『わいわいウィズユー』に「涙・恋笑隊」当時のタクマが初めてレギュラー出演して以来、40年近く東海ラジオでレギュラー出演を継続している。
- 大親友の天野良春（元東海ラジオ放送アナウンサー）、『かにタク』で共演する蟹江、『タクマ・神野のどーゆーふー』で共演していた神野三枝、かつて東海ラジオで番組を担当していた宮地佑紀生などからは「タクちゃん」と呼ばれることが多い。
- 2023年には、芸能生活50周年を迎えた。50周年を迎えるにあたり「新たな芸の確立を考えて」古典落語を題材とした「落語噺」にも2021年以降取り組むようになり、独演会などで披露している[7]。

### 趣味・嗜好
- 無類の甘いもの（特に練乳[8]）好きを公言している一方、お酒（アルコール）を全く受け付けない[9]ほか、無糖のコーヒーといった苦い味も好まない[10]。
- 阪神タイガースファン。
- 趣味は料理および料理研究で、下積み時代に寿司と天婦羅の板前を経験している[3]。
  - 料理については、しばしば自身のブログや放送で自身のレシピを紹介することがある。中でも『かにタク』で2015年4月頃に紹介した「オリエンタル」の即席カレーを使用して作る「カレーもやし炒め」（通称：「ジャアとやってチャッ」）[11]、さらにその派生となる「牛肉タマタマ」[12]はリスナーから大きな反響を呼び、問い合わせや関連投稿が相次いだ。これを受けてオリエンタル社のホームページでもレシピが公開[13]され、ついには蟹江とタクマが同社のスポットCMに起用されることとなった。
  - その他、前出のキンレイとのコラボレーションにより「かにタク言ったもん勝ち」うどんが2007年以降毎年冬に販売されており、タクマはレシピ開発にも携わっている[3]。『かにタク』ワイド番組終了後も『タクマのHAPPY TIMES!!』『タクマ・神野のどーゆーふー』とキンレイとのコラボ商品が発売されていた。
- 釣りも趣味であるが、船釣りは苦手とのことである[3]。ホームグラウンドとしている木曽川近くにある釣具店の店主や常連客らと「タワケ釣友会MISAKI」なる同好会を作って出かけたり、息子の元気を伴ったり、あるいは独りで出かけたりしている。なおしばしば中日スポーツの釣り欄に釣果が掲載されたりしている[14]。
- 学生時代にはアマチュアレスリングを経験。その後、1990年に自身がレポートを務めていた『タクマのタックルインタビュー』（NHK）で誠心会館館長である青柳政司へ取材を行ったことがきっかけとなり、タクマ自身も誠心会館に入門し、青柳から空手の指導を受けている[15]。
  - 1992年に新日本プロレスと誠心会館の間で発生した一連の抗争の中で、名古屋センチュリーホールで行われた誠心会館の興行では、青柳対越中詩郎の一戦でタクマはリングアナウンサーを務めている[16]。
  - 青柳との縁から、格闘家やプロレスラーとの交流もあり[16]、タクマがラジオの放送に臨む際は、新日本プロレスのジャージに身を包んで放送に臨むことも多い。

## メディア出演

### 現在

#### ラジオ（東海ラジオ）
- タクマの言ったもん勝ち（2025年4月 - ）

### 過去

#### レギュラー

##### テレビ
- クイズふるさと便（三重テレビ）
- 〇ミエテレビ（司会）
- すっぴんテレビ（東海テレビ）
- タクマのタックルインタビュー（NHKイブニングネットワーク）
- タクマの風まかせ（NHK）

##### 過去のラジオ（いずれも東海ラジオ）
- わいわいウイズユー - 初めてのレギュラー番組
- NORINORIあふたぁぬーん（1993年-1997年4月）：前任の梅村勝彦降板後からパーソナリティを担当。かつてサカエチカクリスタル広場にあった日産ギャラリーからの生放送であった。
- スーパースクランブル（1993年4月-1997年4月）：1993年4月から天野良春とともにパーソナリティを務めていたが、1994年10月に天野が降板した後より単独でパーソナリティを務める（アシスタントは古橋美幸→青山紀子）。
- 土曜はごきげん天野良春ショー（1999年10月-2003年3月）：『良春・タクマの危険な関係』にレギュラー出演。
- 天タクの歌謡曲でドーダ
- アマタクの振り逃げジョッキー
- アマタク懐かしの歌声喫茶
- タクマのHAPPY TIMES!!（2016年4月-2017年9月）
- あまタク商売繁盛!てんてこまい!（2011年10月-2019年3月）
- タクマのケンコー・イキイキ宅配便（2020年9月26日まで）：通販番組
- タクマのハッピーサンデー（2019年4月7日-2020年3月）：通販番組
- タクマ・神野のどーゆーふー（2017年10月-2022年9月）
- かにタク言ったもん勝ち（1997年4月-2025年3月）

## CM出演
過去の出演も含む。ラジオの番組共演者（蟹江篤子、天野良春、神野三枝など）とのスポットCM出演が多い。
- キンレイ（うどんシリーズ）- 蟹江→神野と共演
- エコスマイル - 蟹江と共演
- ヨコイの鼻ぽん（株式会社ヨコイ） - 蟹江と共演
- 堀田商事 - 蟹江→神野と共演
- オリエンタルカレー - 蟹江と共演
- パルネス・中駒産業（テレビ・ラジオCM） - 天野と共演
- 動物レストランズーミック（テレビCM）
- ソニー損保（東海ラジオのみ）
- 「道三めん」（テレビCM）
- シェル・レーヌ（株式会社ブランカ）- 蟹江と共演

など

## エピソード
- 『涙・恋笑隊』として大須演芸場で活動していた頃は、朝4時に起きて柳橋中央市場で働き、午後からは大須演芸場に出演、夜は寝る間を惜しんでネタ作り・稽古という日々を過ごしていたという。現在でも『かにタク』や『タクマのHAPPY TIMES!!』での放送では、年末の大売出しの際に電話などをつないで話をする際、当時のことをよく知る社長と話すこともある。
- 正司敏江・玲児からは、『涙・恋笑隊』として大須演芸場で活動していた当時から知遇を得ており、その縁で『涙・恋笑隊』は大阪の道頓堀角座に出演することもあった。タクマが古橋美幸と結婚することが決まり、敏江・玲児に報告するため出向いたが、その際祝儀としてその場でティッシュペーパーに包んだ3千円を渡されたという。タクマは現在でもその3千円をティッシュに包んだまま、大事に保管しているという[17]。
- ラジオ・テレビを中心に活動するようになってからは、大須演芸場への出演機会が殆ど無くなっていたが、2016年7月18日に大須演芸場（改装後）で独演会を開き、約22年ぶりに出演を果たしている[18]。約8年後の2024年5月にも大須での2回目の独演会を実施する。長らく大須での定席興行への出演もなかったが、2025年8月定席（8月5～7日）に久しぶりに顔付けされた。大須定席興行への出演は35年ぶり[19]。
- 放送ではフリーランスのタレントと公称しているが、イリュージョンマジックのマネージメントのための個人事務所を構えている。前述のアシスタントとは別に若手芸人を内弟子として面倒を見ているが、「少ないギャラの中からさらにマージンを取るのは忍びない」との理由で事務所所属にはさせていない。
- 「アマタク（天タク）コンビ」と呼ばれる天野良春とは、付き合いが30年近くになり[20]、タクマが大須演芸場で下積み芸人だったころからの親友関係にある。タクマ曰く、妻のみゆきよりも天野のほうが付き合いが長いとのこと。タクマは、天野が亡くなった時には「葬儀委員長」を務める約束があると、自身の番組内でたびたび明言している（天野良春#タクマとの関係も参照）。
- 『タクマ・神野のどーゆーふー』で共演する神野三枝とも仲が良く、番組での共演機会は同番組のスタートまでなかったものの交流を続けており、神野が担当していた番組での一連の騒動で打ち切りとなり、一時活動を休止した際も神野を励まし続けていたという。
- 大衆演劇の「都若丸劇団」の座長・都若丸とタクマの一家ぐるみで親交がある。親交を深めたきっかけは、かつてタクマが芸能活動の草創期に藤田まことの舞台で共演した芦屋小雁の消息が気になり、小雁が同劇団に客演していたのを知ったことからである[21]。
  - 前述の若丸との交流から、お互いの公演に出演する機会も多い。例を挙げると、2018年3月31日の『タクマ必笑ライブ23』（東建ホール・丸の内）に若丸がゲスト出演[22]したり、同年10月20日の都若丸劇団の公演（神戸新開地劇場）にタクマ一家が出演する[23]などしている。
  - その後、タクマの実子である元気は2021年6月より都若丸劇団に入団し、「都元気」の名で同劇団員として修行することとなった[24][5]。
- 2014年より、弟子のDAIKI（田中大貴）とともに春日井市広報大使に就任している[3][25]。
- 2018年7月、ランニング中に右膝を負傷し、後日診断の結果、靱帯損傷に加え内側の半月板も断裂していることが判明した[26]。タクマ自身はマジックショーなどの仕事を抱えて多忙なこともあり、患部の固定や痛み止めの注射、さらには再生医療である多血小板血漿治療（PRP）などでしのいでいた[27]。しかし、2019年5月24日の『タクマ・神野のどーゆーふー』放送内で、医師から「とにかく切れた半月板が繋がる訳では無い」と宣告され、同年8月に完治のため手術を受けることを公表した。タクマ曰く、これまでマジックショーなど舞台の仕事は「45年間、一度も仕事に穴を空けなかった」[注釈 1]が、手術に伴い予定していた2件のマジックショーをキャンセルしている[28]。8月12日の『どーゆーふー』出演後に入院し翌13日に手術。その後退院までは病院からスタジオに通う形で同月16日の放送から復帰している[29]。
- メディア（ラジオ）の出演は2022年10月以降は『かにタク』（2025年4月以降は『タクマの言ったもん勝ち』）のみに絞られることになったが、代替の形でブログ以外にSNS（Twitter（現：X）、Instagram）を開設したほか、自身のYouTubeチャンネルでの配信、Pocochaでのライブ配信など多角的に発信している。